# Essé
Essé è un comune francese di 1 123 abitanti situato nel dipartimento dell'Ille-et-Vilaine nella regione della Bretagna.

## Monumenti e luoghi d'interesse
- La Roche-aux-Fées, monumento megalitico

## Società

### Evoluzione demografica
Abitanti censiti